# MV Agusta Corse 500 Quattro Cardano

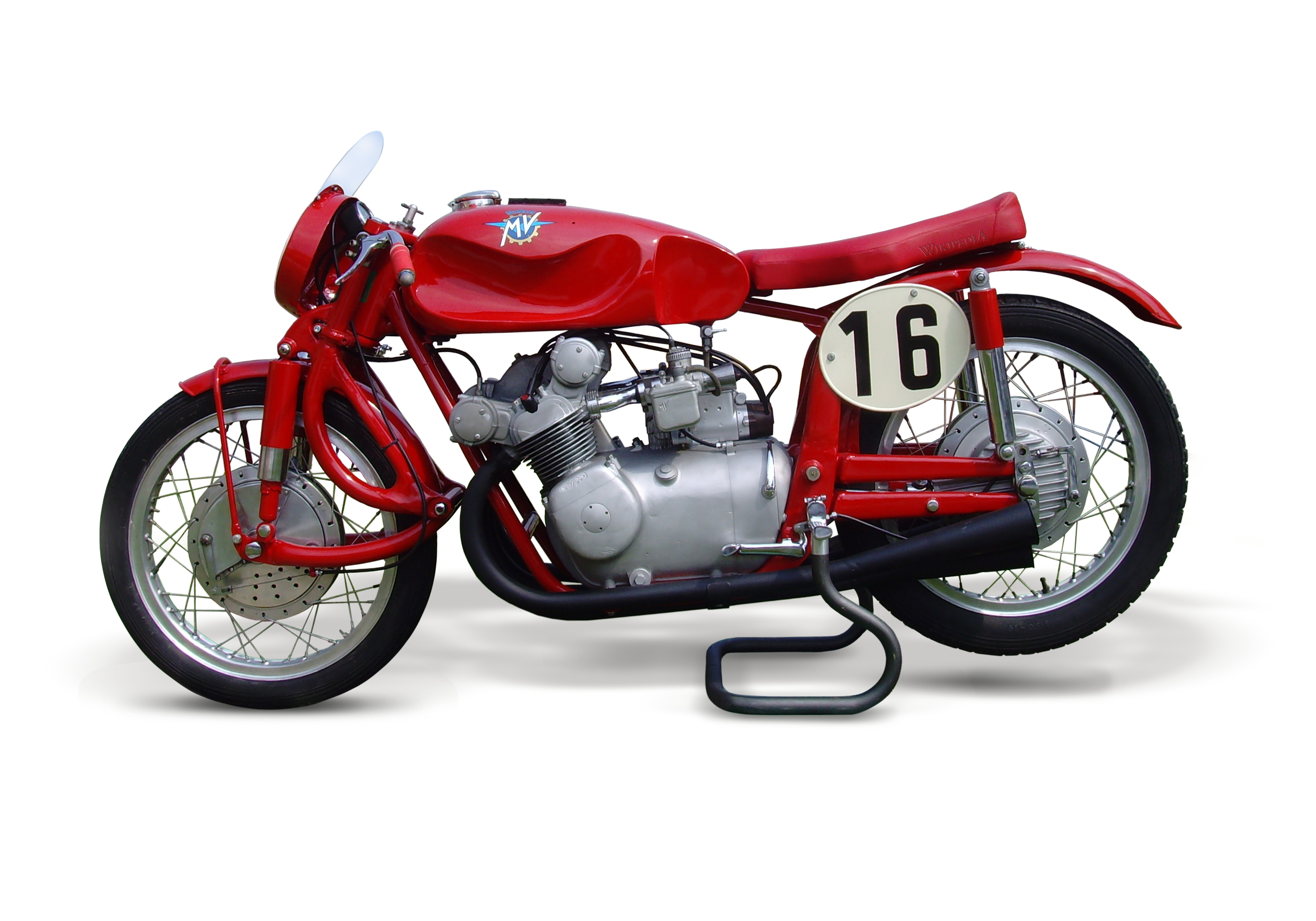
MV Agusta 500 4-Zylinder Cardano von 1951

Die MV Agusta Corse 500 Quattro Cardano, oder kurz MV Agusta 500/4C, war ein für den Renneinsatz gebautes Motorrad des italienischen Herstellers MV Agusta. Es wurde in verschiedenen Versionen zwischen 1950 und 1953 vom Werksteam „Reparto corse“  eingesetzt. Die MV 500/4C war das erste Modell des Unternehmens, mit dem es in der damals höchsten Formelklasse „500cc“ antrat.

## Das Motorrad
Die MV Agusta 500/4C wurde von  Piero Remor und dem jungen Techniker Arturo Magni entworfen. Remor war 1949 von Gilera zu MV Agusta gewechselt und hatte sowohl seine Konstruktionspläne als auch Magni mitgenommen.
Für die in der Saison 1949 eingesetzte Gilera 500 Vierzylinder hatte Remor einen luftgekühlten Vierzylindermotor mit zwei obenliegenden Nockenwellen konstruiert, der im Rahmen 30 Grad nach vorne geneigt quer eingebaut wurde. Diese Bauweise gilt als Vorbild aller Serien-Vierzylindermotoren im Motorradbau. Da nach der Saison 1950 von der FIM die Benutzung aufgeladener Motoren für den internationalen Rennsport untersagt wurde, mussten die bis dahin verwendeten Vierzylindermaschinen überarbeitet werden.
Auch der Motor der 1950er MV 500/4 Cardano wies diese Neigung auf und hatte die DOHC-Steuerung. Zwischen dem zweiten und dritten Zylinder befand sich der Schacht für die Stirnräder. Bohrung und Hub lagen bei 54 mm, die Ein- und Auslassventile hingen im Winkel von 90 Grad zueinander. Hinter dem Kurbelgehäuse war das Getriebe zuerst längs, später querliegend eingebaut. Auf Basis dieses Rennmotors entwickelte MV Agusta auch einen Serienmotor mit niedrigerer Verdichtung, geringerer Leistung und geringeren Drehzahlen, um die Standfestigkeit zu erhöhen. Die Fertigung des ersten Motorrads mit quer eingebautem Reihenvierzylinder wurde 1950 von MV Agusta angekündigt, ein Prototyp mit der Bezeichnung „500 Tourismo“ vorgestellt, jedoch nie in Serie gefertigt.
In der ersten Baustufe hatte die 500/4C noch ein längsliegendes Getriebe und Kardanantrieb. 1952 wurde auf querliegende Getriebewellen und Kettenantrieb umgerüstet. Die Maschine wurde ab dann als Corse 500 Quattro Catena (Kette) bezeichnet, und der Motor blieb in dieser Form in seinen konstruktiven Grundzügen bis 1966 unverändert. Zusammen mit der MV Agusta 500 Quattro werden sie der „Gruppe der MV Agusta 500 Vierzylinder“ zugeordnet.
Alle MV-Agusta Renn- und Straßenvierzylinder sind in der sogenannten „Bankett-Bauweise“ gefertigt: Auf das Kurbelgehäuse wird oben ein Gussteil aufgesetzt, das die Lagerböcke für die Kurbelwelle und den Schacht für die Zahnräder des Nockenwellenantriebs aufnimmt. So lässt sich der komplette obere Teil des Motors, also Zylinder, Zylinderkopf und Anbauteile vormontieren und dann mit dem Kurbelgehäuse verschrauben.
Durch die Änderung auf 53 Millimeter Bohrung und 56,4 Millimeter Hub wurde das Aggregat ab 1952 zum Langhuber (Hub größer als Bohrung). Die Zahnräder, welche die beiden obenliegenden Nockenwellen antrieben, verursachten im Leerlauf das laute (typische) „mechanische Mahlen“ des Motors.
Nach der ersten Saison wurde, auch auf Drängen der Fahrer, die Vordergabel geändert. Der Werksfahrer Leslie „Les“ Graham machte einige Vorschläge, die Ernest Earles umsetzte und schließlich zur patentierten Earles-Gabel (Langarmschwinge) wurden.

## Die Erfolge

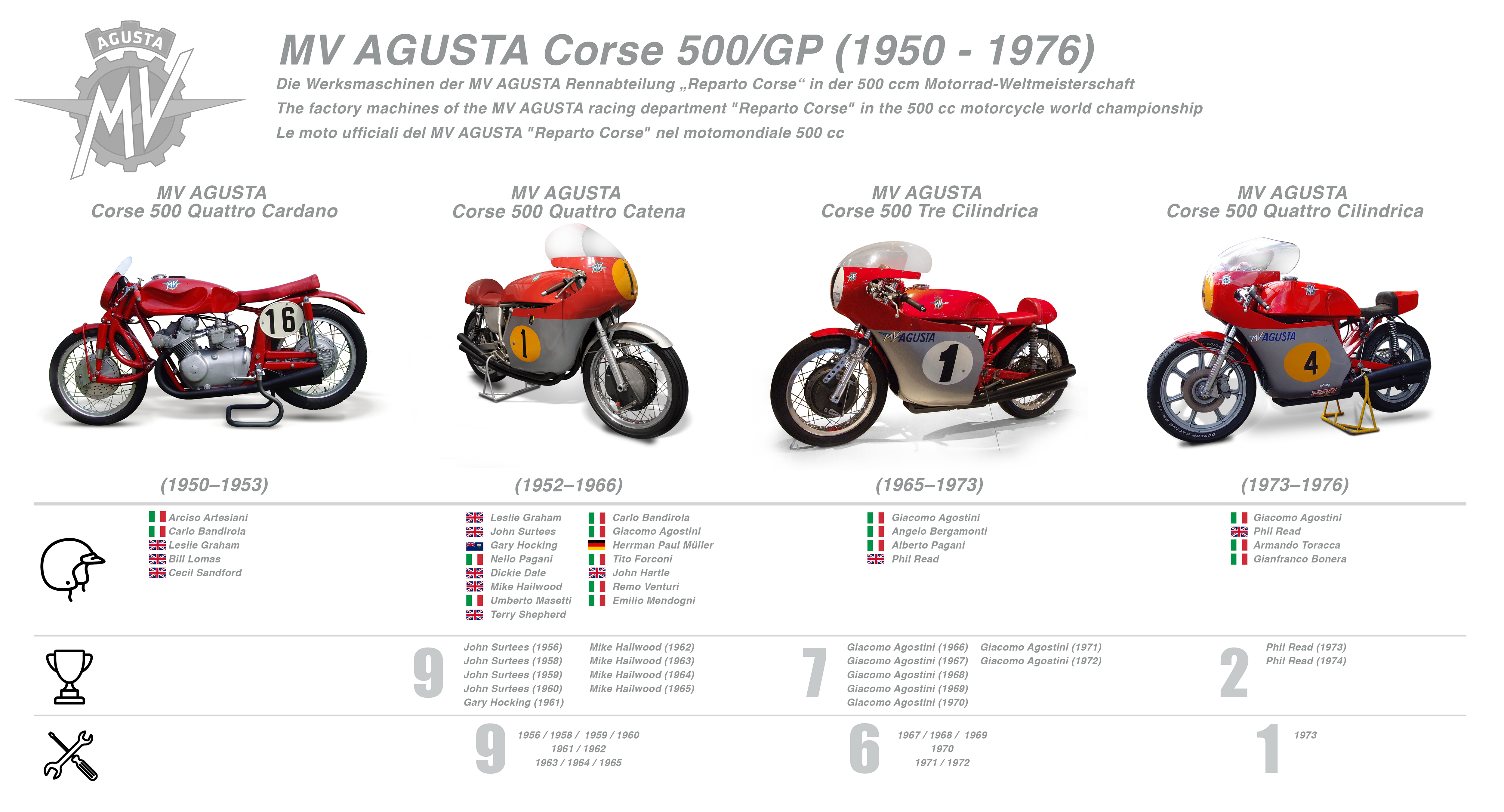
Die Einordnung der Quattro Cardano im Kreis der Werksmaschinen der MV AGUSTA Rennabteilung „Reparto Corse“ in der 500-Kubikzentimeter-Motorrad-Weltmeisterschaft mit den jeweiligen Fahrern und errungenen Titeln (Fahrer- und Konstrukteurstitel)

Ihr Renndebüt hatte die MV Agusta Corse 500 Quattro Cardano am 2. Juli 1950 beim Großen Preis von Belgien in Spa-Francorchamps mit Arciso Artesiani. Artesiani erreichte den 5. Platz hinter drei Gileras und einer A.J.S. Im Gesamtklassement wurde am Saisonende der achte Platz erreicht.
Den ersten Sieg mit diesem Modell errang Carlo Bandirola am 6. Mai 1951 auf der Rennstrecke von Ferrara. Artesiani kam beim Grand Prix von Spanien im selben Jahr auf Platz drei. Es folgten Siege in Varese mit Bruno Bertacchini und in Thruxton (GB) mit Leslie Graham.
Das nicht zur Meisterschaft zählende Langstreckenrennen Milano–Taranto gewann Arciso Artesiani 1951 auf MV Agusta 500. Allerdings in der unten beschriebenen Langstreckenversion 500 4C Competizione R19.

## MV Agusta 500 Turismo R19
Im November 1950 wurde auf dem Mailänder Motorradsalon unter der Bezeichnung 500 Turismo R19 den Besuchern eine straßenzugelassene Version der Corse 500 Quattro Cardano präsentiert. Es war das erste Mal, dass ein, rein für den Rennsport entwickeltes Motorrad für „Jedermann“ angeboten wurde. Das Fahrzeug verfügte über viele Details der damals im Einsatz befindlichen Werksmaschine, und war zusätzlich mit den, für den Alltagsbetrieb notwendigen Komponenten (Beleuchtung / Blinker, Sozius-Fußrasten und verlängerter Sitzbank) ausgestattet. Der Einsatz hochwertiger Werkstoffe führte zu einer Gewichtsersparnis, so dass die 500er Turismo weniger wog als vergleichbare Einzylindermaschinen. Ein interessantes Detail wies das Getriebe auf: Es gab je einen Schalthebel auf beiden Seiten des Gehäuses: Einen zum Hochschalten, und einen zum Runterschalten! Die Maschine wurde in einer edlen Silbermetallic-Lackierung vorgestellt, und sollte die damals enorme Summe von 950.000 Lire kosten, was zwar einerseits ungefähr des Doppelte vergleichbarer Konkurrenten war, aber andererseits auch durch die ausgefeilte Technik gerechtfertigt war. Letztendlich konnten sich die Verantwortlichen bei MV Agusta aber nicht dazu entschließen, die 500 Turismo R19 tatsächlich in die Serienproduktion zu übernehmen.
Der Prototyp der R19 wurde unter der Bezeichnung 500 4C Competizione R19 von Reparto Corse für den Werkssinsatz als Langstrecken-Rennmaschine präpariert, mit der Arciso Artesiani 1951 das prestigeträchtige, auf öffentlichen Straßen ausgetragene Rennen Milano–Taranto gewann. Allerdings nur in der Klasse „500 Corsa“, denn drei in der Klasse „Sport“ homologierte Maschinen von Moto Guzzi gewannen die Podestplätze der Gesamtwertung vor der MV Agusta 500 Turismo R19.

## Sonstiges
Am 9. Februar 2019 wurde bei einer Auktion auf der Rétromobile 2019 in Paris eine 1951er MV Agusta 500 cm³ 4C Cardano Corsa für 84.280 € verkauft.

## Technische Informationen / Übersicht
| MV Agusta Corse 500 Quattro Cardano (1950–1953) | MV Agusta Corse 500 Quattro Cardano (1950–1953)                                                     | 500 Turismo R19                                                                                     |
| Motor                                           | Motor                                                                                               | Motor                                                                                               |
| ----------------------------------------------- | --------------------------------------------------------------------------------------------------- | --------------------------------------------------------------------------------------------------- |
| Bauart                                          | 4-Zylinder-Viertaktmotor; 2 obenliegende Nockenwellen DOHC, über Zahnräder angetrieben; Luftkühlung | 4-Zylinder-Viertaktmotor; 2 obenliegende Nockenwellen DOHC, über Zahnräder angetrieben; Luftkühlung |
| Hubraum                                         | 494,4 cm³                                                                                           | 494,4 cm³                                                                                           |
| Bohrung und Hub                                 | 54 × 54 mm / ab 1952: 53 × 56,4 mm                                                                  | 54 × 54 mm                                                                                          |
| Verdichtung                                     | 9,5 : 1                                                                                             | 9 : 1                                                                                               |
| Vergaser                                        | Dell’Orto SS 28 DS / SS 28 DD                                                                       | Dell’Orto SS 27 DS / SS 27 DD                                                                       |
| Antrieb                                         | | |
| Kupplung                                        | Einscheibentrockenkupplung zwischen Getriebe und Kardan                                             | Einscheibentrockenkupplung zwischen Getriebe und Kardan                                             |
| Getriebe                                        | angeblockt, 4 Gänge                                                                                 | angeblockt, 4 Gänge                                                                                 |
| Antrieb primär/sekundär                         | Kegelräder / Kardanwelle                                                                            | Kegelräder / Kardanwelle                                                                            |
| Elektrik                                        | | |
| Zündung                                         | Magnetzündung                                                                                       | Magnetzündung                                                                                       |
| Spannung                                        | k. A.                                                                                               | k. A.                                                                                               |
| Lichtmaschine                                   | k. A.                                                                                               | k. A.                                                                                               |
| Leistung                                        | | |
| Leistung                                        | 50 PS (36,7 kW) bei 9000/min                                                                        | 40 PS (29 kW) bei 8500/min                                                                          |
| Höchstgeschwindigkeit                           | 190–200 km/h                                                                                        | 170 km/h                                                                                            |
| Rahmen und Maße                                 | | |
| Rahmen                                          | Rohr und Stahlblech, geschl. Doppelschleife                                                         | |
| Radstand                                        | 1520 mm                                                                                             | |
| Länge                                           | 1990 mm                                                                                             | |
| Breite                                          | 530 mm                                                                                              | |
| Tankinhalt                                      | 18 Liter                                                                                            | |
| Gewicht                                         | 118 bis 155 kg                                                                                      | 155 kg                                                                                              |
| Federung, Reifen und Bremsen                    | | |
| Federung vorne                                  | Drehstabparallelogramm-, später Teleskop- zuletzt Earles-Gabel                                      | Telegabel                                                                                           |
| Federung hinten                                 | Drehstabfederung, Reibungsdämpfer, später mech. Dämpfer                                             | Drehstäbe, Reibungsdämpfer                                                                          |
| Räder (vorne / hinten)                          | Leichtmetallfelgen, Stahlspeichen 2,75 × 20″                                                        | 2,75 × 19″ / 3,25 × 19″                                                                             |
| Reifen (vorne / hinten)                         | 3,00 × 20″ / 3,25 × 20″                                                                             | 3,00 × 19″ / 3,50 × 19″                                                                             |
| Bremsen (vorne / hinten)                        | Trommel 230 mm / Trommel 220 mm                                                                     | Trommel 230 mm / Trommel 220 mm                                                                     |